# De Sims 3: Exotisch Eiland
De Sims 3: Exotisch Eiland (Engels: The Sims 3: Island Paradise) is het tiende uitbreidingspakket van De Sims 3 en verscheen op 27 juni 2013 in België en Nederland. Het bevat gelijkenissen met The Sims: Op Vakantie, De Sims 2: Gaan het Maken en De Sims 2: Op Reis.

## Gameplay

### Resorts
De speler kan zelf een vakantieresort of hotel met bijvoorbeeld waterglijbanen en bars ontwerpen, bouwen en beheren. Hij kan de voorzieningen en prijzen kiezen en op deze manier kunnen Sims geld verdienen met het resort. Sims kunnen een resort runnen alsook in één verblijven als gast.

### Boten
Sims kunnen zich op het water verplaatsen door middel van nieuwe vaartuigen:
- Windsurfplanken
- Waterfietsen
- Roeiboten

- Waterski's
- Zeilboten
- Speedboten

#### Woonboten
Na huizen kunnen nu ook volledig ingerichte woonboten gemaakt worden. Hiermee is het voor Sims mogelijk te reizen van haven naar haven, eiland naar eiland of het anker uit te werpen op een willekeurige plaats in de zee.

### Onderwaterwereld
Dit uitbreidingspakket maakt het mogelijk voor Sims om met behulp van de duikvaardigheid te snorkelen en te duiken. Onder water kunnen verschillende schatten, haaien en andere zeedieren aangetroffen worden.

### Beroep
Sims kunnen een nieuw beroep als strandwacht beginnen. Op het strand en in de zee moeten ze andere Sims in de gaten houden of zelfs mogelijk redden.

### ZeemeerSim
Het "monster" in dit pakket is een ZeemeerSim, te vergelijken met een zeemeermin/zeemeerman. ZeemeerSims leven in de zee en kunnen beter zwemmen en duiken dan gewone Sims. Wanneer ze op het land zijn, worden hun vinnen omgebouwd naar benen en voeten met schubben. De kleur van de schubben kan volledig door de speler aangepast worden. Deze "monsters" moeten ervoor zorgen dat ze niet uitdrogen en af en toe wateractiviteiten doen zoals zwemmen of baden.
Vrouwelijke ZeemeerSims kunnen kinderen krijgen met zowel mannelijke ZeemeerSims als gewone Sims. Met een gewone Sim is er een kans van 50% dat de kinderen ook ZeemeerSims zullen zijn, met een mannelijke ZeemeerSim is die kans verdubbeld naar 100%.
In zout water zwemmen is een extra behoefte van ZeemeerSims. Indien ze dat niet doen kunnen ze hun schubben en staart verliezen en veranderen ze naar een gewone Sim.

### Isla Paradiso
Het pakket voegt de nieuwe wereld Isla Paradiso toe. Die bevat verschillende eilanden en duikgebieden. Door bijvoorbeeld met een vaartuig op verkenning te gaan of bevriend te worden met een ZeemeerSim, kunnen deze onbewoonde eilanden ontdekt en opgeëist worden. Als een stuk land eigendom is van een Sim, kan hij daar eventueel een huis of resort op bouwen.

## Speciale edities

### Limited Edition
Bij het uitbreidingspakket is een extra set toegevoegd met versleten en kapotte kleding, en meubels gemaakt van stukken wrakhout.

### De Sims 3 plus De Sims 3: Exotisch Eiland
Hierbij is het basisspel, De Sims 3, met het uitbreidingspakket De Sims 3: Exotisch Eiland samengevoegd. Extra voorwerpen en materiaal zijn niet aanwezig.